# Billy Elliot (musical)
Billy Elliot és un musical basat en la pel·lícula homònima de 2000, amb música de Elton John i llibret i lletres de Lee Hall inspirada en part per la novel·la d'A. J. Cronin de 1935 The Stars Look Down. La seva trama central es desenvolupa entorn de Billy, un nen d'onze anys d'un petit poble anglès que descobreix la seva passió per la dansa en contra dels desitjos del seu pare. L'acció se situa el 1984, durant la vaga de miners que va paralitzar la indústria del carbó al Regne Unit per a protestar contra les retallades del govern de Margaret Thatcher.
L'espectacle es va estrenar en 2005 al West End londinenc i posteriorment també ha pogut veure's en Broadway i en nombroses ciutats al llarg de tot el món. Entre els molts premis que acumula s'inclouen l'Olivier i el Tony al millor musical.

## Produccions

### West End
Abans del seu debut a Londres estava previst que Billy Elliot realitzés una temporada de prova al Tyne Theatre and Opera House de Newcastle, però a causa de problemes financers del teatre i al excessiu pressupost del projecte, es va decidir fer l'estrena directament a la capital anglesa.
La première mundial va tenir lloc l'11 de maig de 2005 en el Victoria Palace Theatre del West End, amb funcions prèvies des del 31 de març i un repartiment encapçalat per Liam Mower, James Lomas i George Maguire alternant-se com a Billy Elliot, Haydn Gwynne com a Mrs. Wilkinson, Tim Healy com a pare de Billy, Joe Caffrey com a Tony i Ann Emery com a àvia de Billy. Produït per Universal Stage Productions, Working Title Films i Old Vic Productions, el muntatge va ser dirigit per Stephen Daldry, responsable també de la pel·lícula original. La resta de l'equip creatiu el van completar Peter Darling a la coreografia, Ian MacNeil al disseny d'escenografia, Nicky Gillibrand al disseny de vestuari, Rick Fisher al disseny d'il·luminació, Paul Arditti al disseny de so i Martin Koch en la supervisió musical. La inversió total va ascendir a 5,5 milions de lliures.
Billy Elliot va rebre l'aplaudiment de la crítica i en l'edició de 2006 dels Olivier va ser nominat en nou categories, alçant-se finalment amb els premis al millor musical nou, millor actor (ex aequo per a Liam Mower, James Lomas i George Maguire), millor coreografia i millor disseny de so. A l'edat de tretze anys, Liam Mower es va convertir en la persona més jove de la història dels Olivier a ser distingit en la categoria de millor actor, un reconeixement que a més mai abans havia estat compartit per diversos intèrprets.
Amb motiu del primer aniversari de l'espectacle, el 12 de maig de 2006 es va oferir una funció especial en la qual els tres Billy Elliots originals es van alternar el paper protagonista. La vetllada també va comptar amb la presència d'Elton John.
Al novembre de 2009 va néixer el programa educatiu Billy Youth Theatre, una iniciativa perquè escoles i agrupacions de teatre juvenils de tot Regne Unit poguessin posar en escena la seva pròpia adaptació de Billy Elliot. Lee Hall i Martin Koch es van involucrar activament en el projecte i van crear una versió abreujada de l'obra en exclusiva per a les companyies subscrites al programa.
Després de la defunció de Margaret Thatcher el 8 d'abril de 2013, es va realitzar una votació entre el públic assistent al teatre per a decidir si se suprimia o no la cançó "Merry Christmas, Maggie Thatcher" en la representació d'aquesta nit, ja que la seva lletra inclou frases controvertides com "We all celebrate today 'cause it's one day closer to your death". La resposta en favor de mantenir-la va ser pràcticament unànime.
A l'abril de 2013, Billy Elliot va aconseguir un nou Olivier en ser reconegut pels oïdors de la BBC Radio 2 com l'espectacle més popular.
Després d'onze anys en cartell, la producció va baixar el teló per última vegada el 9 d'abril de 2016, a causa del tancament del Victoria Palace Theatre per a la seva rehabilitació. En total, més de cinc milions d'espectadors van veure el musical al llarg de les 4.566 funcions que es van dur a terme, durant les quals 42 nens diferents van interpretar el personatge de Billy Elliot.

### Broadway
El 13 de novembre de 2008, l'Imperial Theatre de Broadway va acollir l'estrena novaiorquesa de Billy Elliot, amb funcions prèvies des de l'1 d'octubre i el mateix equip darrere que el muntatge londinenc, al qual es va incorporar The Weinstein Company com a productora associada. Trent Kowalik, qui ja havia donat vida a Billy en el West End, es va alternar el paper protagonista amb Kiril Kulish i David Álvarez, acompanyats d'Haydn Gwynne repetint com Mrs. Wilkinson, Gregory Jbara com a pare de Billy, Santino Fontana com Tony i Carole Shelley com a àvia de Billy.
L'espectacle va ser aclamat per la crítica i ràpidament es va convertir en un èxit de públic, aconseguint recuperar la inversió inicial de divuit milions de dòlars en tan sols catorze mesos. El 2009, Billy Elliot va igualar el rècord de Los productores en rebre quinze nominacions en els premis Tony. Finalment es va imposar en deu categories, entre elles més ben musical i millor actor principal per als tres Billy Elliots originals, sent la primera vegada en la història dels Tony que aquesta distinció era compartida per tres intèrprets. En l'actualitat, el rècord de nominacions l'ostenta Hamilton amb setze candidatures.
La posada en escena de Broadway es va acomiadar definitivament el 8 de gener de 2012, després de 1.312 funcions regulars i 40 prèvies. Al llarg dels més de tres anys que es va mantenir en cartell, la producció va veure passar pel seu elenc a un total de quinze Billy Elliots diferents.

### Mèxic
El debut en Mèxic va tenir lloc el 14 de febrer de 2017 al Centre Cultural de Ciutat de Mèxic, amb un repartiment liderat per Mauricio Arriaga, Demián Ferráez, Ian González, Aarón Márquez i Jesús Trosino alternant-se com Billy Elliot, Anahí Allué com Mrs. Wilkinson, Hernán Mendoza com pare de Billy, Carlos Fonseca com Tony i Norma Lazareno i Concepción Márquez alternant-se com àvia de Billy. David Álvarez, un dels Billy Elliots originals de Broadway, va interpretar a aquest mateix personatge en la seva etapa adulta.
Produïda per Alejandro Gou, la versió mexicana de Billy Elliot va comptar amb direcció de Gabriel Barre, coreografia de Peter Darling supervisada per Cara Kjellman, disseny d'escenografia de Sergio Villegas i Adrián Martínez, disseny de vestuari d'Estela Fagoaga, disseny d'il·luminació de Jason Kantrowitz, disseny de so de Gastón Briski, direcció musical de Carlos Ramírez i direcció resident de Donald Bertrand. El llibret i les lletres van ser adaptats al castellà per Susana Moscatel i René Franco.
Després de deu mesos de representacions, l'espectacle va dir adéu a la capital el 30 de desembre de 2017 i a continuació es va embarcar en una gira que va donar principi el 20 de gener de 2018 al Teatro Galerías de Guadalajara i va finalitzar l'11 d'agost de 2018 al Teatro Morelos de Morelia, sumant un total de 314 funcions.

### Espanya
En Espanya es va estrenar el 5 d'octubre de 2017 al Nuevo Teatro Alcalá de Madrid, de la mà de SOM Produce. Pablo Bravo, Pau Gimeno, Cristian López, Miguel Millán, Oscar Pérez i Diego Rey van encapçalar l'elenc original alterant-se com Billy Elliot, acompanyats de Natalia Millán com Mrs. Wilkinson, Carlos Hipólito com pare de Billy, Adrián Lastra com Tony i Mamen García com àvia de Billy. Els joves intèrprets que van donar vida als personatges infantils van ser formats en una escola creada per a l'ocasió en la qual van col·laborar diversos centres especialitzats.
La posada en escena espanyola va estar dirigida i adaptada per David Serrano i va incloure les coreografies originals de Peter Darling, amb Toni Espinosa com a coreògraf associat i Gaby Goldman a càrrec de la direcció musical (posteriorment reemplaçat per Joan Miquel Pérez). La resta de l'equip artístic el van completar Ricardo Sánchez Cuerda en el disseny d'escenografia, Ana Llena en el disseny de vestuari, Juan Gómez-Cornejo i Carlos Torrijos en el disseny d'il·luminació, i Gastón Briski en el disseny de so. Per a posar en marxa el projecte va ser necessària una inversió de cinc milions d'euros, així com una remodelació a fons del Nuevo Teatro Alcalá.
Billy Elliot es va acomiadar de Madrid el 10 de març de 2020, després d'haver rebut a més de 900.000 espectadors durant les 919 representacions que es van dur a terme. Al principi el tancament estava previst per al 12 de juliol de 2020, però va haver de ser avançat a causa de la pandèmia del COVID-19.
Una vegada conclosa la seva etapa en la capital, l'espectacle viatjarà fins a Barcelona, on s'instal·larà en el Teatre Tívoli a partir de tardor de 2021.

### Altres produccions
Billy Elliot s'ha representat en països com Alemanya, Austràlia, Brasil, Canadà, Xile, Corea del Sud, Dinamarca, Espanya, Estats Units, Estònia, Finlàndia, Grècia, Hongria, Irlanda, Islàndia, Israel, Itàlia, Japó, Mèxic, Noruega, Nova Zelanda, Països Baixos, Perú, Polònia, Regne Unit, República Txeca o Suècia, i ha estat traduït a multitud d'idiomes. En total ha estat vist per més de dotze milions de persones a tot el món.
La primera ciutat a posar en escena el musical després de Londres va ser Sídney, on va estar en cartell entre el 13 de novembre de 2007 i el 9 de novembre de 2008 al Capitol Theatre. Posteriorment, aquesta mateixa producció també va poder veure's al Majesty's Theatre de Melbourne entre el 15 de gener i el 14 de juny de 2009.
A Amèrica del Nord ha sortit a la carretera en dues ocasions. La primera gira, encara que se li sol considerar com a tal, en realitat només va realitzar dues parades, una en l'Oriental Theatre de Chicago entre el 18 de març i el 28 de novembre de 2010, i una altra en el Ed Mirvish Theatre de Toronto entre l'1 de febrer i el 4 de setembre de 2011. La segona va donar principi el 30 d'octubre de 2010 en el Performing Arts Center de Durham i va visitar 64 ciutats als Estats Units i el Canadà, finalitzant el 23 de juny de 2013 en el Bushnell Center for the Performing Arts de Hartford. Entre agost i octubre de 2011, el tour va realitzar una pausa per a introduir alguns ajustos en l'escenografia i així fer més senzill el transport d'una localitat a una altra. Una vegada completades les representacions a Amèrica del Nord, el muntatge es va instal·lar en el Citibank Hall de São Paulo entre el 2 i el 18 d'agost de 2013.
Entre el 14 d'agost de 2010 i el 27 de febrer de 2011, l'LG Arts Center de Seül va acollir la primera versió en llengua no anglesa de Billy Elliot. La posada en escena va ser una rèplica exacta de l'original, si bé algunes expressions malsonants del llibret van haver de ser rebaixades per a adequar el text al públic coreà.
Stage Entertainment va produir l'espectacle en Països Baixos, on va poder veure's entre el 30 de novembre de 2014 i el 7 de novembre de 2015 en el Circustheatre de la Haia.
Una gira per Regne Unit i Irlanda es va estrenar el 8 de març de 2016 al Theatre Royal de Plymouth i va romandre en la carretera durant més d'un any, concloent el 17 de juny de 2017 al Milton Keynes Theatre. Una vegada finalitzada l'etapa britànica, el muntatge va ser transferit al Theater am Großmarkt de Hamburg entre el 29 de juny i el 23 de juliol de 2017.

## Números musicals
| Acte I                           |
| Títol                            |
| The Stars Look Down *            |
| Shine                            |
| Grandma's Song                   |
| Solidarity                       |
| Expressing Yourself              |
| The Letter                       |
| Born to Boogie                   |
| Angry Dance                      |
| Acte II                          |
| Título original                  |
| Merry Christmas, Maggie Thatcher |
| Deep Into the Ground             |
| Swan Lake                        |
| He Could Be a Star               |
| Electricity                      |
| Once We Were Kings               |
| The Letter (Reprise)             |
| Finale                           |

## Repartiments originals
| Personatge      | West End (2005)                                  | Austràlia (2007)                                                | Broadway (2008)                          | Mèxic (2017)                                                             | Espanya (2017)                                                                  |
| Billy Elliot    | Liam Mower James Lomas George Maguire            | Rhys Kosakowski Lochlan Denholm Rarmian Newton Nick Twiney      | Kiril Kulish David Álvarez Trent Kowalik | Mauricio Arriaga Demián Ferráez Ian González Aarón Márquez Jesús Trosino | Pablo Bravo Pau Gimeno Cristian López Miguel Millán Oscar Pérez Diego Rey       |
| Mrs. Wilkinson  | Haydn Gwynne                                     | Genevieve Lemon                                                 | Haydn Gwynne                             | Anahí Allué                                                              | Natalia Millán                                                                  |
| Pare de Billy   | Tim Healy                                        | Richard Piper                                                   | Gregory Jbara                            | Hernán Mendoza                                                           | Carlos Hipólito                                                                 |
| Tony            | Joe Caffrey                                      | Justin Smith                                                    | Santino Fontana                          | Carlos Fonseca                                                           | Adrián Lastra                                                                   |
| Àvia de Billy   | Ann Emery                                        | Lola Nixon                                                      | Carole Shelley                           | Norma Lazareno Concepción Márquez                                        | Mamen García                                                                    |
| Mr. Braithwaite | Steve Elias                                      | John Xintavelonis                                               | Thommie Retter                           | Óscar Carapia Jorge Cahero                                               | Alberto Velasco                                                                 |
| George          | Trevor Fox                                       | Linal Haft                                                      | Joel Hatch                               | Arturo Echeverría                                                        | Juan Carlos Martín                                                              |
| Mare de Billy   | Stephanie Putson                                 | Samantha Morley                                                 | Leah Hocking                             | Laura Luz                                                                | Noemí Gallego                                                                   |
| Billy adult     | Issac James                                      | Joshua Horner                                                   | Stephen Hanna                            | David Álvarez                                                            | Axel Amores                                                                     |
| Michael         | Ryan Longbottom Ashley Luke Lloyd Brad Kavanagh  | Thomas Doherty Landen Hale-Brown Scott Eveleigh Joel Slater     | Frank Dolce David Bologna                | Gael Cortés Eduardo Minett Anthon Mor                                    | Álvaro de Juana Samuel Gómez Lucas Miramón Son Khoury Diego Poch Beltrán Remiro |
| Debbie          | Lucy Stephenson Emma Hudson Brooke Havana Bailey | Shannon Joliff Fiona Booker Kelsi Boyden Taylor-Rose Campanella | Erin Whyland                             | Elaine Haro Abril Michel                                                 | Sofía Andrés Ainara Cardoso Sofía Pérez Habana Rubio Leire Sánchez              |

## Premis i nominacions

### Producció original del West End
| Any  | Premi         | Categoria                                     | Nominat                                     | Resultat   |
| ---- | ------------- | --------------------------------------------- | ------------------------------------------- | ---------- |
| 2006 | Olivier Award | Millor musical nou                            | Millor musical nou                          | Guanyador  |
| 2006 | Olivier Award | Millor actor en un musical                    | Liam Mower, James Lomas, George Maguire     | Guanyadors |
| 2006 | Olivier Award | Millor actriu en un musical                   | Haydn Gwynne                                | Nominada   |
| 2006 | Olivier Award | Millor intèrpret de repartiment en un musical | Tim Healy                                   | Nominat    |
| 2006 | Olivier Award | Millor direcció                               | Stephen Daldry                              | Nominat    |
| 2006 | Olivier Award | Millor coreografia                            | Peter Darling                               | Guanyador  |
| 2006 | Olivier Award | Millor disseny d'escenografia                 | Ian MacNeil                                 | Nominat    |
| 2006 | Olivier Award | Millor disseny d'il·luminació                 | Rick Fisher                                 | Nominat    |
| 2006 | Olivier Award | Millor disseny de so                          | Paul Arditti                                | Guanyador  |
| 2013 | Olivier Award | Premi del públic a l'espectacle més popular   | Premi del públic a l'espectacle més popular | Guanyador  |

### Producció original d'Austràlia
| Any  | Premi                | Categoria                                   | Nominat                                                                              | Resultat   |
| ---- | -------------------- | ------------------------------------------- | ------------------------------------------------------------------------------------ | ---------- |
| 2008 | Helpmann Award       | Millor musical                              | Millor musical                                                                       | Guanyador  |
| 2008 | Helpmann Award       | Millor actor en un musical                  | Rhys Kowsakowski, Rarmian Newton, Nick Twiney, Lochlan Denholm                       | Guanyadors |
| 2008 | Helpmann Award       | Millor actriu en un musical                 | Genevieve Lemon                                                                      | Guanyadora |
| 2008 | Helpmann Award       | Millor actor de repartiment en un musical   | Linal Haft                                                                           | Nominat    |
| 2008 | Helpmann Award       | Millor actriu de repartiment en un musical  | Lola Nixon                                                                           | Nominada   |
| 2008 | Helpmann Award       | Millor direcció en un musical               | Stephen Daldry                                                                       | Guanyador  |
| 2008 | Helpmann Award       | Millor coreografia en un musical            | Peter Darling                                                                        | Guanyador  |
| 2008 | Helpmann Award       | Millor disseny d'escenografia               | Ian MacNeil                                                                          | Nominat    |
| 2008 | Helpmann Award       | Millor disseny d'il·luminació               | Rick Fisher                                                                          | Guanyador  |
| 2008 | Helpmann Award       | Millor direcció musical                     | Stephen Amos                                                                         | Guanyador  |
| 2008 | Helpmann Award       | Millor disseny de so                        | Paul Arditti                                                                         | Nominat    |
| 2007 | Sydney Theatre Award | Millor producció d'un musical               | Millor producció d'un musical                                                        | Guanyador  |
| 2007 | Sydney Theatre Award | Millor actor en un musical                  | Rhys Kowsakowski, Rarmian Newton, Nick Twiney, Lochlan Denholm                       | Guanyadors |
| 2007 | Sydney Theatre Award | Millor actriu de repartiment en un musical  | Genevieve Lemon                                                                      | Guanyadora |
| 2008 | Green Room Award     | Millor producció de teatre musical          | Millor producció de teatre musical                                                   | Guanyador  |
| 2008 | Green Room Award     | Millor artista masculí principal            | Rhys Kowsakowski, Dayton Tavares, Michael Dameski, Joshua Denyer, Joshua Weiss Gates | Guanyadors |
| 2008 | Green Room Award     | Millor artista masculí principal            | Richard Piper                                                                        | Nominat    |
| 2008 | Green Room Award     | Millor artista femenina principal           | Genevieve Lemon                                                                      | Guanyadora |
| 2008 | Green Room Award     | Millor artista masculí de repartiment       | Thomas Doherty, Landen Hali-Brown, Joel Slater, Liam Dodds                           | Guanyadors |
| 2008 | Green Room Award     | Millor artista masculí de repartiment       | Mike Smith                                                                           | Nominat    |
| 2008 | Green Room Award     | Millor direcció en teatre musical           | Stephen Daldry                                                                       | Guanyador  |
| 2008 | Green Room Award     | Millor coreografia en un musical            | Peter Darling                                                                        | Guanyador  |
| 2008 | Green Room Award     | Millor il·luminació i/o so                  | Rick Fisher                                                                          | Nominat    |
| 2008 | Green Room Award     | Millor direcció musical                     | Stephen Amos                                                                         | Nominat    |
| 2008 | Green Room Award     | Millor disseny de vestuari i/o escenografia | Nicky Gillibrand                                                                     | Nominat    |
| 2008 | Green Room Award     | Millor disseny de vestuari i/o escenografia | Ian MacNeil                                                                          | Nominat    |

### Producció original de Broadway
| Any  | Premi                      | Categoria                                    | Nominat                                                                              | Resultat   |
| ---- | -------------------------- | -------------------------------------------- | ------------------------------------------------------------------------------------ | ---------- |
| 2009 | Drama Desk Award           | Millot musical                               | Millot musical                                                                       | Guanyador  |
| 2009 | Drama Desk Award           | Millor llibret d'un musical                  | Lee Hall                                                                             | Guanyador  |
| 2009 | Drama Desk Award           | Millor actor de repartiment en un musical    | Gregory Jbara                                                                        | Guanyador  |
| 2009 | Drama Desk Award           | Millor actriu de repartiment en un musical   | Haydn Gwynne                                                                         | Guanyadora |
| 2009 | Drama Desk Award           | Millor direcció en un musical                | Stephen Daldry                                                                       | Guanyador  |
| 2009 | Drama Desk Award           | Millor coreografia                           | Peter Darling                                                                        | Guanyador  |
| 2009 | Drama Desk Award           | Millor orquestració                          | Martin Koch                                                                          | Guanyador  |
| 2009 | Drama Desk Award           | Millor música                                | Elton John                                                                           | Guanyador  |
| 2009 | Drama Desk Award           | Millor disseny d'il·luminació                | Rick Fisher                                                                          | Guanyador  |
| 2009 | Drama Desk Award           | Millor disseny de so                         | Paul Arditti                                                                         | Guanyador  |
| 2009 | Outer Critics Circle Award | Millor musical nou                           | Millor musical nou                                                                   | Guanyador  |
| 2009 | Outer Critics Circle Award | Millor música nova                           | Millor música nova                                                                   | Guanyador  |
| 2009 | Outer Critics Circle Award | Millor actor de repartiment en un musical    | Gregory Jbara                                                                        | Guanyador  |
| 2009 | Outer Critics Circle Award | Millor actriu de repartiment en un musical   | Haydn Gwynne                                                                         | Guanyadora |
| 2009 | Outer Critics Circle Award | Millor actriu de repartiment en un musical   | Carole Shelley                                                                       | Nominada   |
| 2009 | Outer Critics Circle Award | Millor direcció en un musical                | Stephen Daldry                                                                       | Guanyador  |
| 2009 | Outer Critics Circle Award | Millor coreografia                           | Peter Darling                                                                        | Guanyador  |
| 2009 | Outer Critics Circle Award | Millor disseny de vestuari                   | Nicky Gillibrand                                                                     | Nominat    |
| 2009 | Outer Critics Circle Award | Millor disseny d'il·luminació                | Rick Fisher                                                                          | Guanyador  |
| 2009 | Outer Critics Circle Award | Millor disseny d'escenografia                | Ian MacNeil                                                                          | Nominat    |
| 2009 | Outer Critics Circle Award | Premi especial                               | Kiril Kulish, David Álvarez, Trent Kowalik                                           | Guanyadors |
| 2009 | Theatre World Award        | Theatre World Award                          | Kiril Kulish, David Álvarez, Trent Kowalik                                           | Guanyadors |
| 2009 | Premis Tony                | Millor musical                               | Millor musical                                                                       | Guanyador  |
| 2009 | Premis Tony                | Millor llibret                               | Llee Hall                                                                            | Guanyador  |
| 2009 | Premis Tony                | Millor banda sonora                          | Llee Hall, Elton John                                                                | Nominats   |
| 2009 | Premis Tony                | Millor actor protagonista de musical         | Kiril Kulish, David Álvarez, Trent Kowalik                                           | Guanyadors |
| 2009 | Premis Tony                | Millor actor de repartiment de musical       | David Bologna                                                                        | Nominat    |
| 2009 | Premis Tony                | Millor actor de repartiment de musical       | Gregory Jbara                                                                        | Guanyador  |
| 2009 | Premis Tony                | Millor actriu de repartiment de musical      | Haydn Gwynne                                                                         | Nominada   |
| 2009 | Premis Tony                | Millor actriu de repartiment de musical      | Carole Shelley                                                                       | Nominada   |
| 2009 | Premis Tony                | Millor direcció de musical                   | Stephen Daldry                                                                       | Guanyador  |
| 2009 | Premis Tony                | Millor coreografia                           | Peter Darling                                                                        | Guanyador  |
| 2009 | Premis Tony                | Millors orquestracions                       | Martin Koch                                                                          | Guanyador  |
| 2009 | Premis Tony                | Millor escenografia                          | Ian MacNeil                                                                          | Guanyador  |
| 2009 | Premis Tony                | Millor vestuari                              | Nicky Gillibrand                                                                     | Nominat    |
| 2009 | Premis Tony                | Millor il·luminació                          | Rick Fisher                                                                          | Guanyador  |
| 2009 | Premis Tony                | Millor so                                    | Paul Arditti                                                                         | Guanyador  |
| 2009 | Young Artist Award         | Millor repartiment en un musical de Broadway | Kiril Kulish, David Álvarez, Trent Kowalik, Frank Dolce, David Bologna, Erin Whyland | Guanyadors |

### Producció original de Madrid
| Any  | Premi                    | Categoria                         | Nominat                                                                                             | Resultat   |
| ---- | ------------------------ | --------------------------------- | --------------------------------------------------------------------------------------------------- | ---------- |
| 2018 | Premi del Teatre Musical | Millor musical                    | Millor musical                                                                                      | Guanyador  |
| 2018 | Premi del Teatre Musical | Millor direcció d'escena          | David Serrano                                                                                       | Nominat    |
| 2018 | Premi del Teatre Musical | Millor direcció musical           | Gaby Goldman                                                                                        | Nominat    |
| 2018 | Premi del Teatre Musical | Millor coreografia                | Peter Darling, Toni Espinosa                                                                        | Guanyadors |
| 2018 | Premi del Teatre Musical | Millor escenografia               | Ricardo Sánchez Cuerda                                                                              | Guanyador  |
| 2018 | Premi del Teatre Musical | Millor disseny d'il·luminació     | Juan Gómez-Cornejo, Carlos Torrijos                                                                 | Nominats   |
| 2018 | Premi del Teatre Musical | Millor disseny de so              | Gastón Briski                                                                                       | Nominat    |
| 2018 | Premi del Teatre Musical | Millor maquillatge i perruqueria  | Laura Rodríguez Domingo                                                                             | Nominada   |
| 2018 | Premi del Teatre Musical | Millor figurinista                | Ana Llena                                                                                           | Nominada   |
| 2018 | Premi del Teatre Musical | Millor actriu protagonista        | Natalia Millán                                                                                      | Guanyadora |
| 2018 | Premi del Teatre Musical | Millor actor protagonista         | Carlos Hipólito                                                                                     | Nominat    |
| 2018 | Premi del Teatre Musical | Millor actor protagonista         | Pablo Bravo, Pau Gimeno, Cristian López, Miguel Millán, Oscar Pérez, Diego Rey                      | Nominats   |
| 2018 | Premi del Teatre Musical | Millor actriu de repartiment      | Mamen García                                                                                        | Guanyadora |
| 2018 | Premi del Teatre Musical | Millor actor de repartiment       | Juan Carlos Martín                                                                                  | Nominat    |
| 2018 | Premi del Teatre Musical | Millor actor de repartiment       | Álvaro de Juana, Samuel Gómez, Lucas Miramón, Són Khoury, Diego Poch, Beltrán Remiro, Hugo González | Nominats   |
| 2018 | Premi del Teatre Musical | Interpretació destacada masculina | Pablo Bravo, Pau Gimeno, Cristian López, Miguel Millán, Oscar Pérez, Diego Rey                      | Nominats   |
| 2018 | Premi del Teatre Musical | Premi excepcional                 | Elenc infantil                                                                                      | Guanyador  |